# 久手站
久手站（日语：／ Kute eki */?）是位於島根縣大田市久手町，屬於西日本旅客鐵道（JR西日本）的山陰本線車站。截至2020年3月，快速列車只有黃昏以後下行2班列車在本站停靠。

## 歷史
- 1915年（大正4年）7月11日 - 國鐵山陰本線小田站至石見大田站（現時為大田市站）之間開業，此站啟用[1]。為客運和貨運車站。
  - 當時車站地址為島根縣安濃郡波根西村。
- 1937年（昭和12年）5月28日 - 隨著久手町成立，車站地址為島根縣安濃郡久手町波根西。
- 1954年（昭和29年）1月1日 - 隨著大田市（第一次）成立，車站地址為島根縣大田市久手町波根西。
- 1982年（昭和57年）11月7日 - 終止貨物起卸業務。
- 1987年（昭和62年）4月1日 - 伴隨國鐵分割民營化，車站由西日本旅客鐵道（JR西日本）營運。
- 1990年（平成2年）3月10日 - 成為無人車站[2]。
- 2005年（平成17年）10月1日 - 隨著大田市（第二次）成立，車站地址為現時位置。

## 車站構造
本站是地面車站，設有1面1線的單式月台，益田方向的列車會開啟右邊車門。出雲市方向與益田方向的列車使用同一月台。此站是由濱田鐵道部管理的無人車站，過去曾設有乘車站證明票發票機與1面2線的島式月台。隨著2001年山陰本線高速化，站房旁邊的路線也隨之撤走。

## 使用狀況
以下為近年1日平均乘車人次列表：
| 乘車人次變化 | 乘車人次變化    |
| 年度         | 1日平均乘車人次 |
| ------------ | --------------- |
| 1984         | 138             |
| 1994         | 131             |
| 1999         | 108             |
| 2000         | 100             |
| 2001         | 99              |
| 2002         | 100             |
| 2003         | 103             |
| 2004         | 96              |
| 2005         | 80              |
| 2006         | 76              |
| 2007         | 78              |
| 2008         | 77              |
| 2009         | 62              |
| 2010         | 62              |
| 2011         | 61              |
| 2012         | 56              |
| 2013         | 43              |
| 2014         | 43              |
| 2015         | 47              |
| 2016         | 53              |
| 2017         | 47              |

## 車站周邊
- 波根西之珪化木（日语：波根西の珪化木）
- 久手郵局
- 大田市立久手小學
- 大田市立第二中學
- 大田單車館（日语：大田自転車競技場）
- 國道9號
- 島根縣道285號波根久手線

## 相鄰車站
西日本旅客鐵道
山陰本線
- 部分快速Aqua快車停車站。

波根－久手－大田市

## 注腳
1. 1 2  . 交通新聞 (交通新聞社). 2015-07-16: 4.
2. ↑  『JR気動車客車編成表』90年版 JRR 1990年 ISBN 4-88283-111-2
3. ↑  島根縣統計書

## 外部連結
- 久手｜車站資訊：JR出門網 - 西日本旅客鐵道